# Retrato del señor Lepoutre
Retrato de Monsieur Lepoutre es un óleo sobre lienzo de 92 x 65 cm creado en 1916 por el pintor italiano Amedeo Modigliani.
Forma parte actualmente de una colección privada parisina.
Constant Lepoutre era un marchante y enmarcador parisino. Conoció la obra de Modigliani en una exposición en noviembre de 1916 y, compadeciéndose de las difíciles condiciones económicas del artista y comprendiendo su valor, comenzó a ayudarlo económicamente. Modigliani a cambio le hizo un retrato y le pidió que usara para posar esta chaqueta amarilla y gorro de trabajo negro.